# Cristinești
Cristinești es una comuna y pueblo de Rumania ubicada en el distrito de Botoșani.

## Demografía
Según el censo de 2011, tiene 3617 habitantes, mientras que en el censo de 2002 tenía 3875 habitantes. La mayoría de la población es de etnia rumana (97,78 %).
La mayoría de los habitantes son cristianos de la Iglesia Ortodoxa Rumana (81,06 %), con minorías de pentecostales (8,37 %) y adventistas del Séptimo Día (6,69 %).
En la comuna hay seis pueblos (población en 2011):
- Cristinești (pueblo), 1136 habitantes;
- Baranca, 752 habitantes;
- Dămileni, 356 habitantes;
- Dragalina, 567 habitantes;
- Fundu Herții, 559 habitantes;
- Poiana, 247 habitantes.

## Geografía
Se ubica en el noroeste del distrito cerca de la frontera con Ucrania, unos 30 km al sureste de la ciudad de Chernivtsi.